# Татарская кухня

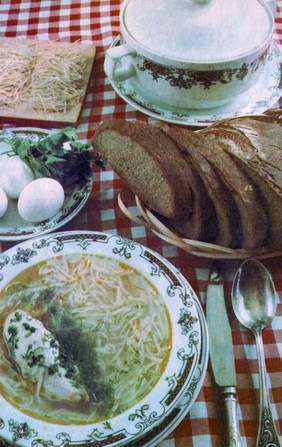
Суп-лапша

Кулинарное искусство татарского народа богато своими национальными и культурными традициями, уходящими в глубь веков. В процессе многовековой истории сложилась оригинальная национальная кухня, сохранившая свои самобытные черты до наших дней. Её своеобразие тесно связано с социально-экономическими, природными условиями жизни народа, особенностями его этнической истории.

## Кухня, традиции застольного этикета
Интересна и разнообразна татарская национальная кухня, которая развивалась не только на основе своих этнических традиций. Большое воздействие на неё оказали кухни соседних народов. В наследство от булгар в татарской кухне остались катык, бал-май, кабартма, дополнившиеся татарским чак-чаком, эчпочмаком, русская кухня подарила пельмени, узбекская — плов, таджикская — пахлава.
Многочисленные путешественники, посещавшие Казань, называли национальную кухню сытной и вкусной, простой и изысканной, их удивляло разнообразие и редкое сочетание продуктов, а также гостеприимство, запоминавшееся надолго .
По древнему татарскому обычаю в честь гостя расстилалась праздничная скатерть и на стол выставлялись лучшие угощения — сладкий чак-чак, баурсак, кош-теле, талкыш-калеве, шербет, липовый мёд, и, конечно, душистый чай. Гостеприимство на Востоке всегда ценилось высоко. «Негостеприимный человек — неполноценный», — считалось у мусульман . Гостей было принято не только угощать, но и одаривать подарками. По обычаю и гость отвечал тем же. В народе говорили: «Кунак ашы — кара каршы», что значит «Гостевое угощение взаимное».
Особые нормы и правила принятия пищи налагал ислам. По шариату запрещалось употреблять мясо свиньи, а также некоторых птиц, например, сокола, лебедя — последние считались священными .
В девятый месяц мусульманского лунного календаря, рамазан, когда был ниспослан на землю Коран, все мусульмане старше 12 лет обязывались держать 29—30 дней пост-уразу — полное воздержание от еды и питья в светлое время суток. Шариат призывал соблюдать умеренность в еде не только во время уразы, но и в повседневной жизни.
Один из главных пищевых запретов касался вина и других алкогольных напитков. В коране отмечается, что в вине, как в азартной игре, есть плохое и хорошее, но первого больше. «Вино является явным корнем и источником грехов, и кто выпил его, теряет рассудок. Он не знает Бога, никого не уважает…» — говорил пророк Мухаммад.
Согласно исламской этике (адаб), любая еда начиналась с мытья рук. Перед началом трапезы мусульманин произносил: «Бисмилляхи-р-Рахмани-р-Ррахим» («Во имя Аллаха милосердного и милостивого»), заканчивалась еда также молитвой. Ели мужчины и женщины отдельно. Известный татарский просветитель и энциклопедист Каюм Насыри в своей книге о воспитании описал ряд правил, обязательных во время еды: «За стол садись сразу же, как только подадут еду, не заставляй себя ждать. Ешь правой рукой, если за столом собрались почтенные люди, не тяни к еде руку раньше них — это невоспитанность. В умеренной еде большая польза — будешь здоров телом, ясен умом, силен памятью.»
Основу питания составляла мясо-молочная и растительная пища. Любимым мясом татар считалась баранина, ценилась домашняя птица. Популярными мясными блюдами были плов и пельмени, которыми угощали по обычаю молодого зятя и его дружков.
Молоко использовалось в основном в переработанном виде. После отстоя получали сливки, затем масло. Из квашеного молока готовился излюбленный татарский напиток — катык, который шёл на приготовление сюзьмы — татарского творога. Другая разновидность творога — еремчек, корт.
Из всего многообразия блюд наиболее характерны: во-первых, супы и бульоны (шулпа, токмач) мясные, молочные и постные. Во-вторых, распространёнными у татар являются мучные печёные изделия — бэлеши, перемячи, бэккэны, эч-почмаки, сумса и другие с начинкой из мяса, картофеля или каши. В-третьих, наличие «Чайного стола — души семьи», как говорят татары, подчёркивая его значимость в застольном ритуале. Чай с печёными изделиями заменяет порой завтрак или ужин, чай — непременный атрибут встречи гостя. Историк Н. Воробьев пишет: «Наиболее широко распространённым напитком у татар всех классов являлся чай, который пили часто и много, гораздо больше, чем соседние народности». Восхвалялся чай и в народных татарских баитах-сказаниях: В этом мире у Аллаха много разных вкусных яств, не сравниться им, однако, с чаем, главным из лекарств.
Столько ценных и целебных свойств не сыщешь у других.
В сытых превратит голодных, в юных — старых и больных.
К чаю подавалось угощение из сладкого теста катлама, пахлава, кош-теле, чак-чак, баурсак, талкыш-калеве. С чаем охотно пили мёд. Из него готовилось обязательное угощение в честь рождения ребёнка — пюре-альба, свадебное лакомство — бал-май. Шербет — сладкий фруктово-медовый напиток — употреблялся также во время совершения свадебного обряда, невеста посылала его гостям, которые, выпив ширбет, клали на поднос ей деньги в подарок.
Казанская кухня, впитавшая в себя кулинарные традиции булгар, татар, русских, влияние Востока и Европы, богата самыми разнообразными блюдами повседневного и праздничного стола. И по сей день сохранились не только замечательные рецепты национальной кулинарии, но и существовавшее в веках радушное гостеприимство народа.
Все кушанья можно разделить на следующие виды: жидкие горячие блюда, вторые блюда, печёные изделия с несладкой начинкой (также подававшиеся на второе), печёные изделия со сладкой начинкой, подававшиеся к чаю, лакомства, напитки.
Первостепенное значение имеют жидкие горячие блюда — супы и бульоны. В зависимости от бульона (шулпа, шурпа), на котором они приготовлены, супы можно разделить на мясные, молочные и постные, вегетарианские, а по тем продуктам, которыми они заправляются, на мучные, крупяные, мучно-овощные, крупяно-овощные, овощные. В процессе развития культуры и быта народа ассортимент национальных супов продолжал пополняться и за счёт овощных блюд. Однако своеобразие татарского стола до сих пор определяют супы с мучной заправкой, прежде всего суп-лапша (токмач).

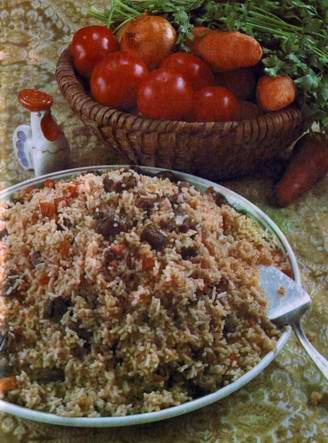
Плов

Праздничным и в некоторой степени ритуальным блюдом у татар являются пельмени, которые всегда подавались с бульоном. Ими угощали молодого зятя и его дружков (кияу пилмэне). Пельменями также называются вареники с различной начинкой (из творога, конопляных семян и гороха).
В качестве второго блюда в традиционной татарской кухне фигурируют мясные, крупяные блюда и картофель. На второе чаще всего подают отваренное в бульоне мясо, нарезанное небольшими плоскими кусочками, иногда слегка потушённое в масле с луком, морковью и перцем. Если же суп готовят на курином бульоне, то на второе подают отваренную курицу, также порезанную на кусочки. На гарнир чаще используется отварной картофель, в отдельной чашке подаётся хрен. В праздничные дни готовят курицу, фаршированную яйцами с молоком (тутырган тавык/таук).
Наиболее древним мясо-крупяным блюдом является бэлиш, запечённый в горшке или сковороде. Его готовят из кусочков жирного мяса (баранины, говядины, гусятины или гусиных и утиных потрохов) и крупы (пшено, полба, рис) или картофеля. К этой же группе блюд следует отнести тутырму, представляющую собой кишку, начинённую рубленой или мелко нарезанной печенью и пшеном (или рисом).
Наряду с классическим (бухарским, персидским) пловом готовился и местный вариант — так называемый «казанский» плов из отварного мяса.
К разновидности мясных вторых блюд следует отнести также отварные мясо-тестяные блюда, например кулламу (или бишбармак), общие для многих тюркоязычных народов. Заготовку мяса впрок (на весну и лето) производят путём засаливания (в рассолах) и вяления. Из конины готовят колбасы (казылык), вяленые гусь и утка (каклаган каз, каклаган урдэк или тозлы каз, тозлы урдэк) считаются лакомством. Деликатесное блюдо татар. Зимой мясо хранят в замороженном виде.
Большой популярностью у татар пользуются яйца домашних птиц, главным образом куриные. Их едят в варёном, жареном и печёном виде.
Широкое распространение в татарской кухне имеют различные каши: пшённая, гречневая, овсяная, рисовая, гороховая и так далее. Некоторые из них являются очень древними. Пшённая, например, в прошлом была ритуальным блюдом.
Особенностью традиционного стола является разнообразие мучных изделий. Пресное и дрожжевое тесто делают двух видов — простое и сдобное. Для сдобы добавляется масло, топлёное сало (иногда конское), яйца, сахар, ваниль, корица. К тесту татары относятся очень внимательно и хорошо умеют его готовить.

Обращает на себя внимание разнообразие (как по форме, так и по назначению) изделий из пресного теста, несомненно, более древних, чем из кислого. Из него пекли булочки, лепёшки, пирожки, лакомства к чаю и так далее.
Наиболее характерны для татарской кухни изделия из кислого (дрожжевого) теста. К ним прежде всего относится хлеб (икмэк; ипи; эпэй). Без хлеба не проходит ни один обед (обычный или праздничный), он считается священной пищей. В прошлом у татар существовал даже обычай клятвы хлебом — ипи-дер. Дети с малых лет приучались подбирать каждую упавшую крошку. За едой резал хлеб старший член семьи. Хлеб пекли из ржаной муки. Лишь зажиточные слои населения употребляли, и то не всегда, пшеничный хлеб. В настоящее время в основном употребляется покупной хлеб — пшеничный или ржаной.
Кроме хлеба, из крутого дрожжевого теста изготовляется много различных изделий. Наиболее широко распространённым видом этой серии является кабартма. По способу тепловой обработки различают кабартму, испечённую на сковороде перед разогретым пламенем печи, и кабартму, испечённую в котле, в кипящем масле. В прошлом иногда к завтраку кабартму пекли из хлебного (ржаного) теста. Из хлебного же теста делали лепёшки, но из более круто замешанного и тоньше раскатанного (вроде сочня). Кабартму и лепёшки ели горячими, густо смазанными маслом.
Изделия из жидкого теста также делятся на пресные и кислые. К первым относятся оладьи из пшеничной муки (кыймак), ко вторым — блины из различных видов муки (овсяной, гороховой, гречневой, пшённой, пшеничной, смешанной). Кыймак и подают обычно к завтраку с растопленным маслом на блюдечке.
Специфичны и многообразны у татар печёные изделия с начинкой.

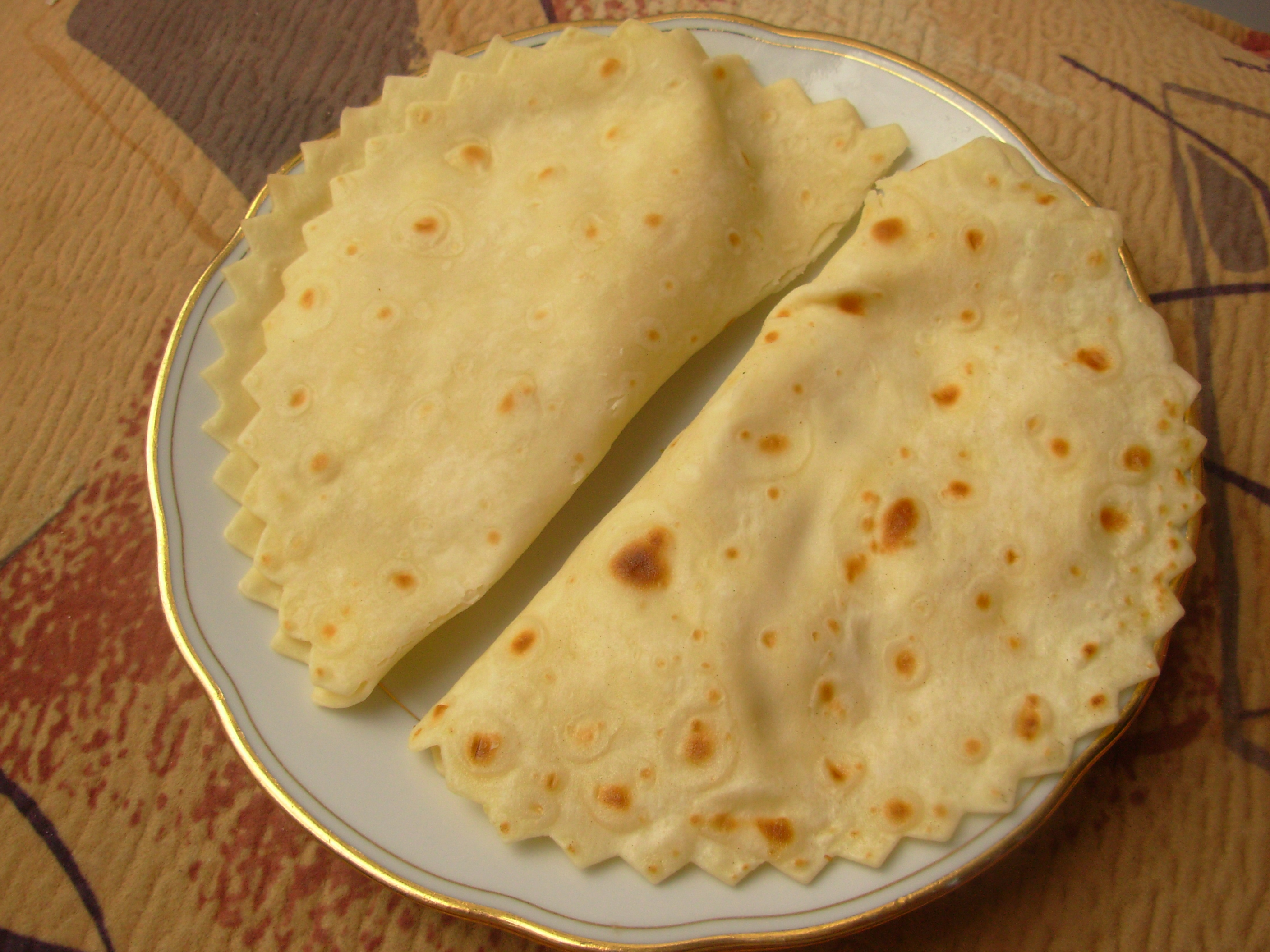
Кыстыбый

Наиболее древним и простым из них является кыстыбый, или, как его ещё называют, кузикмяк, представляющий собой лепёшку из пресного теста, сложенную пополам и начинённую пшённой кашей. С конца XIX века кыстыбый стали делать с картофельным пюре.
Любимым и не менее древним печённым блюдом является бэлиш из пресного или дрожжевого теста с начинкой из кусочков жирного мяса (баранины, говядины, гусятины, утятины и тому подобное) с крупой или картофелем. Бэлиш делали больших и малых размеров, в особо торжественных случаях — в форме низкого усечённого конуса с отверстием сверху и пекли в печи. Позже так стали называть обычные пироги (с различной начинкой).
Традиционным татарским кушаньем является и эчпочмак (треугольник) с начинкой из жирного мяса и лука. Позже в начинку стали добавлять и кусочки картофеля.
Своеобразную группу жаренных на масле изделий составляют перемячи. В старые времена их делали с начинкой из мелко нарезанного варёного мяса, жарили на масле в казанах и подавали к завтраку с крепким бульоном.
Распространённым изделием, особенно сельской кухни, является бэккэн (или тэкэ). Это пирожки, более крупные, чем обычно, овальной или полулунной формы, с различной начинкой, часто с овощной (тыква, морковь, капуста). Особенной популярностью пользуется бэккэн с тыквенной начинкой. К этой же группе следует отнести сумсу, по форме напоминающую пирожок. Начинка такая же, как у бэккэна, но чаще мясная (с рисом).
Очень своеобразным изделием является губадия, прежде всего характерная для кухни городских казанских татар. Этот круглый высокий пирог с многослойной начинкой, включающей рис, сухофрукты, корт (разновидность творога) и многое другое — одно из обязательных угощений при торжественных приёмах.

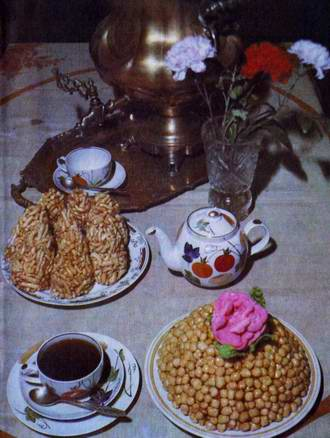
Чак-чак

Татарская кухня очень богата изделиями из сдобного и сладкого теста: чельпек, катлама, кош-теле, ляваш, паштет и т. д., которые подаются к чаю. Некоторые сдобные изделия — по содержанию и способу приготовления типичные для многих тюркоязычных народов — подвергались дальнейшему усовершенствованию, образуя оригинальные национальные блюда. Из таких оригинальных блюд баурсак (небольшие в отличие от других тюркских аналогов рыхлые отдельные медовые шарики-пончики) и чак-чак (плотные медовые кусочки теста в медовом сиропе) являются обязательным свадебным угощением, а последний также является самым распространённым сладким подарком-сувениром из Татарстана. Чак-чак, завёрнутый в тонкий лист сухой фруктовой пастилы, приносит в дом мужа молодая, а также её родители, и он является особо почётным угощением на свадьбах. Ещё более оригинальным и уникальным татарским блюдом являются кош-теле (воздушное мелкое полупеченье-полупончики, как правило, несладкие сами, но обсыпанные сахарной пудрой) и талкыш-калява (более плотные чем сахарная вата и более рыхлые чем турецкое пишмание сладкие опилки в форме небольшого перевёрнутого стаканчика-стопочки).
Для традиционной татарской кухни характерно использование большого количества жира. Из животных жиров употребляют: масло сливочное и топлёное, сало (баранье, коровье, реже конское и гусиное), из растительных — подсолнечное, реже оливковое, горчичное и конопляное масло.
Из сладостей наиболее широко используется мёд. Из него готовят лакомства, подают к чаю.
Из напитков наиболее старинным является айран, получаемый путём разбавления катыка холодной водой. Татары издавна употребляют также квас, приготовлявшийся из ржаной муки и солода. Во время званых обедов на десерт подают компот из сушёного урюка.
Рано вошёл в быт татар чай, большими любителями которого они являются. Чай с печёными изделиями (кабартма, оладьи) порой заменяет завтрак. Пьют его крепким, горячим, часто разбавляя молоком. Чай у татар является одним из атрибутов гостеприимства.
Из других характерных напитков (неалкогольных) можно отметить шербет — сладкий напиток из мёда, имевший в конце XIX — начале XX века лишь ритуальное значение. Например, у казанских татар во время свадьбы в доме жениха гостям выносили «шербет невесты». Гости, выпив этот шербет, клали на поднос деньги, которые предназначались молодым.

## Тепловая обработка блюд и кухонный инвентарь
Для понимания специфики национальной кухни немаловажное значение имеет форма очага, с которой, в свою очередь, связана технология приготовления блюд. Татарская печь по внешнему виду имеет значительное своеобразие, связанное с этнической особенностью народа. Её отличает меньшая лежанка, низкий шесток, а самое главное — наличие бокового выступа с вмазанным котлом существенно отличает от печей других народов.
Процесс приготовления пищи сводился к варке или обжариванию (главным образом мучных изделий) в котле, а также выпеканию в печи. Все виды супов, каш и картофель в большинстве случаев варили в котле. В нём также кипятили молоко, готовили молочнокислый продукт корт (красный творог), а также жарили катламу, баурсак и т. д. Духовая же печь использовалась главным образом для выпекания мучных изделий, прежде всего хлеба.
Обжаривание мяса (в жирах) для традиционной татарской кухни не характерно. Оно имело место лишь при изготовлении плова. В горячих блюдах преобладали отварные и полуотварные мясные изделия. Мясо варили в супе крупными кусками (измельчали лишь перед едой). Иногда отварное или полуотварное мясо (или дичь), разделив на небольшие куски, подвергали дополнительной тепловой обработке в виде обжаривания или тушения в котле. Дополнительная обработка (обжаривание) целой тушки гуся или утки производилась в духовой печи.
Блюда над открытым огнём готовились реже. К этой технологии прибегали при изготовлении оладий (тэче кыймак) и яичницы (тэбэ), при этом сковорода ставилась на таган.
Наиболее универсальной посудой для приготовления пищи в духовой печи являлись чугуны и горшки. В чугунах варили картофель, иногда гороховый суп, а в горшках — различные каши. Широкое распространение у татар получили большие и глубокие сковороды (для выпечки бялишей и губадии).
Из гончарной посуды, кроме горшков, применялись корчаги для замешивания теста, кринки и кувшины для хранения и переноски молочных продуктов и напитков. В зависимости от назначения они были разных размеров: молочные кувшины ёмкостью в 2—3 литра, а кувшины для хмельного напитка буза — в 2 ведра.
В прошлом у татар, как и у других народов Среднего Поволжья и Приуралья, широкое применение находил деревянный кухонный инвентарь: скалки и доски для разделывания теста, колотушка для размешивания продуктов в процессе приготовления блюд и толчения картофеля. Для черпания воды (кваса, айрана, бузы) пользовались долблёными (из клёна, берёзы) ковшами продолговатой формы, с короткой, загнутой крючком книзу, ручкой. Пищу из котла и чугуна доставали деревянными поварёшками.
Комплекс деревянной посуды применялся и при выпечке хлеба. Так, тесто для хлеба замешивали в квашне, сделанной из плотно пригнанных клёпок, стянутых обручами. Помешивали тесто деревянной лопатой. Разделывали хлебное тесто на отдельные караваи в неглубоком деревянном корыте — ночевке (жилпуч), который также использовался для замешивания пресного теста. «Подходить» разделанные караваи раскладывались в деревянные или сплетённые из соломы чашки. Хлеб сажали в печь при помощи деревянной лопаты.
Катык заквашивали и переносили в клёпаных кадушечках высотой около 20 см и диаметром в 25 см. В небольших липовых кадках с плотной крышкой хранили мёд, нередко и топлёное масло.
Масло сбивали в деревянных маслобойках, реже ящичных пахтаниях или просто в горшке при помощи мутовки. Маслобойки представляли собой цилиндрические кадушки из липы высотой до 1 м и диаметром до 25 см.
В кухонном инвентаре татар конца XIX — начала XX вв. имелись деревянные корыта для рубки мяса, небольшие деревянные (реже чугунные или медные) ступы с пестами для растирания сахара, соли, пряностей, сушёной черёмухи, корта. Одновременно продолжали бытовать (в деревнях) большие и тяжёлые ступы, в которых производилась обдирка круп. Изредка использовали и домашние круподёрки, состоящие из двух массивных деревянных кругов (жерновов).
С середины XIX в. заметно расширение кухонного инвентаря фабричного производства. В обиходе появляется металлическая (в том числе эмалированная), фаянсовая и стеклянная посуда. Однако в быту основной части населения, особенно сельского, кухонный инвентарь фабричного производства не получил преобладающего значения. Оставались без изменения печь с котлом и соответствующая им технология блюд.
В то же время фабричная столовая посуда в быт татар вошла довольно рано.
Скалка и доска для раскатывания теста, всевозможные бочки и кадки для хранения продуктов, корзинки и берестяные кузова для ягод и грибов продолжают широко применяться в хозяйстве. Нередко используется и гончарная посуда.

## Современность
Питание татар, сохраняя в основном традиции татарской кухни, претерпело значительные изменения. В связи с дисперсностью расселения татар и связанной с этим потерей национальных кулинарных традиций, а также в результате общемировых изменений в структуре питания в условиях глобализации и рыночных отношений, появилось много новых блюд и изделий, обогатилась национальная кухня. Более значительное место стали занимать овощи и фрукты, расширилась номенклатура рыбных блюд, вошли в быт грибы, томаты и солёности. Чаще стали употребляться в пищу ранее считавшиеся экзотическими фрукты и овощи, ставшие доступными благодаря международной торговле.
Сейчас на обеденном столе татарской семьи в городах наряду с национальными татарскими блюдами можно увидеть весь спектр продукции мировой интернациональной кухни. Зато сельская местность осталась хранительницей традиционных блюд. Татарские блюда сохранили оригинальность своего оформления, приготовления и вкусовых качеств, что является одной из причин их популярности среди других народов России.